# Dock (Software)

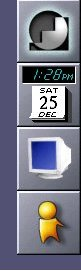
Window Maker Dock, ähnlich dem von NeXTSTEP

Das Dock ist ein Bestandteil vieler grafischer Benutzeroberflächen. Es hat sich als der zentrale Zugriffspunkt auf häufig genutzte Anwendungsprogramme auf Desktop-Computern etabliert. Lange Zeit waren Docks nur auf vielen Unix-Betriebssystemen vorhanden, unter anderem im Common Desktop Environment und auf NeXTStep, während andere Betriebssysteme wie Windows oder klassisches Mac OS es nicht verwendeten. Erst in Mac OS X, das viele Elemente von NeXTStep übernahm, zog das Dock auch dort ein. Seit Windows 7 bietet auch dessen Taskleiste die Möglichkeit des Andockens von Programmen. Für viele Betriebssysteme gibt es alternative Docks zum Nachinstallieren.

## Unix und Unixähnliche

### NeXTStep / Window Maker
Das Dock dient unter NeXTStep und dessen auf GNUstep basierendem freien Nachbau Window Maker als einfache Lösung, um häufig benutzte Programme schnell starten zu können. Dazu werden Icons im Dock platziert, die dann die zugehörige Anwendung starten. Das Dock befindet sich immer am rechten Bildschirmrand. Icons für den Workspace Manager und den Papierkorb sind feste Bestandteile des Docks.
Wie eine Taskleiste bietet das Dock dazu auch die Möglichkeit, festzustellen, ob die jeweilige Anwendung gerade läuft oder nicht. Die maximale Anzahl der Symbole im Dock ist abhängig von der Bildschirmauflösung, da die Icons im Dock immer eine feste Größe besitzen.

### macOS
Bei Mac OS X (seit 2016 „macOS“) von Apple wurde auch das Dock aus NeXTStep übernommen, weist jedoch einige Neuerungen auf. Anders als unter NeXTStep dient es nicht nur als Möglichkeit zum Starten von Programmen, sondern fungiert auch als Taskleiste, es enthält also zusätzlich auch Icons für alle geöffneten Anwendungen. Auch ist die Größe des Docks nicht mehr begrenzt, sondern verändert sich abhängig von der Anzahl der enthaltenen Symbole, so dass das Dock immer auf den Bildschirm passt. Um bei vielen Icons im Dock diese noch erkennen zu können, werden sie, sofern dies nicht vom Benutzer deaktiviert wurde, lupenartig vergrößert, wenn sich der Mauszeiger darüber befindet. Wie unter NeXTStep sind Icons für Finder und Papierkorb feste Bestandteile. Programmicons befinden sich grundsätzlich auf der einen Seite, Dokumente auf der anderen. Anders als unter NeXTstep kann das Dock am rechten, linken oder unteren Bildschirmrand positioniert werden. Am oberen Bildschirmrand befindet sich die Mac-OS-typische Menüleiste.
Unter macOS zeigt ein Punkt (in früheren Versionen ein Dreieck) am Symbol, dass das Programm bereits läuft. Außerdem zeigen manche Programme Meldungen in ihrem Symbol; Mail etwa zeigt die Anzahl ungelesener E-Mails.

### X11 (Linux, BSDs, Solaris und viele andere)

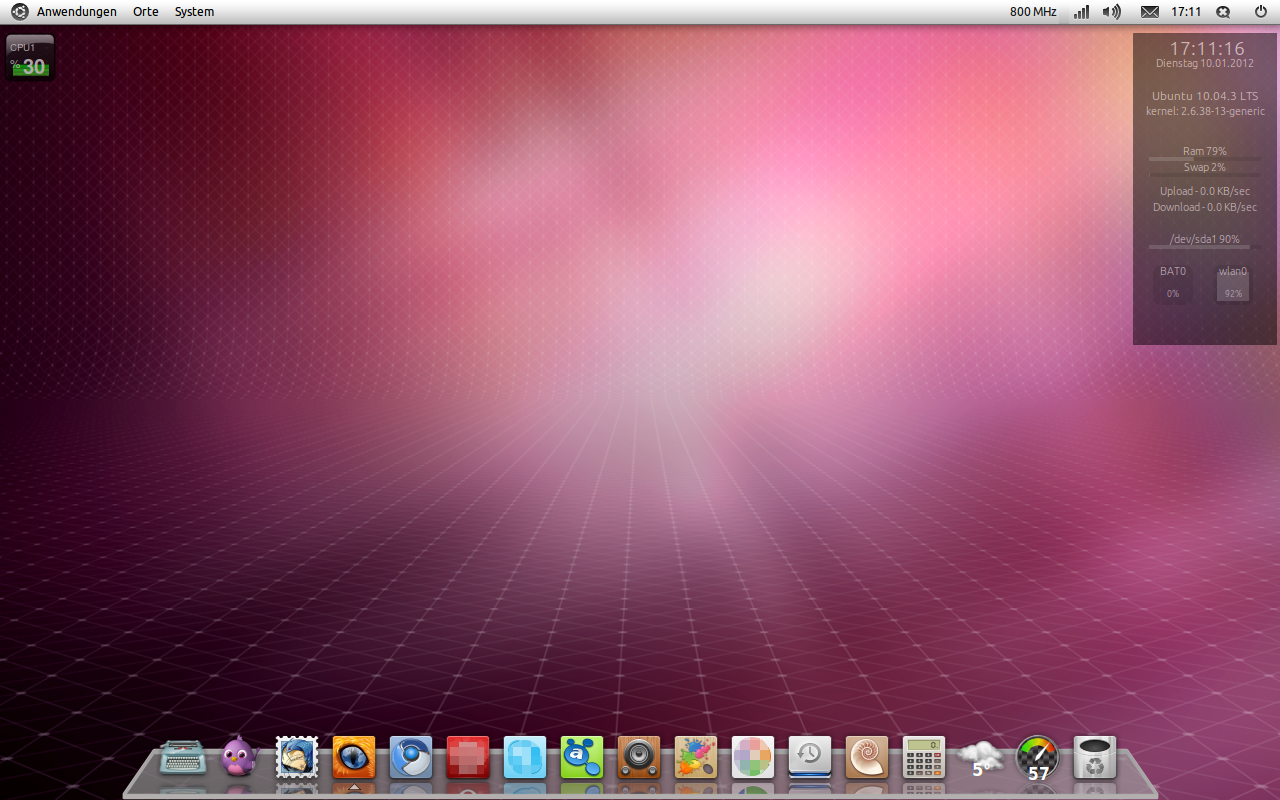
Avant Window Navigator unter Ubuntu

Auf unixoiden Systemen gibt es für zahlreiche Desktop-Umgebungen ebenfalls Docks. So bietet z. B. Ubuntu-Linux vorkonfiguriert ein Dock. Viele Linux-Distributionen verwenden die in Gnome mit Dash-to-Dock oder KDE mit Symbol-Fensterleiste beinhalteten Docks. Es existieren jedoch zahlreiche Alternativen, teilweise auch mit besserer Integration in andere Fenstermanager.

## Windows
Unter Windows von Microsoft ist eine solche direkt vergleichbare Leiste bis Vista nicht vorhanden, jedoch leistet die Kombination aus dem Schnellstart- und dem Fensterbereich der Taskleiste seit Windows 95c ähnliches wie ein Dock.
Mit Hilfe von Zusatzsoftware lassen sich aber alle Dockfunktionen wie Programm-Starter und Fenster-Verwaltung nachrüsten. Verbreitet ist die Freeware ObjectDock, die auch kleine Anwendungen, sogenannte Docklets (ähnlich einem Widget), zur Verfügung stellt. Die kostenpflichtige Version ObjectDock Plus bietet darüber hinaus Register-Docks (Docks mit Tabs) und die Möglichkeit, mehrere Docks auf dem Desktop zu platzieren. Daneben existieren weitere freie Docks, wie beispielsweise yz Dock, RKLauncher und XWindows Dock. Programme wie AquaDock und RocketDock zeigen auch die graphischen Effekte von Mac OS X. Ein weiteres kommerzielles Programm ist das Nexus Dock.
In Windows 7 wurde die Taskleiste um die Funktion An Taskleiste anheften erweitert, die Programmstarter analog zum Dock ermöglicht. Beim Symbol (oder, je nach Einstellung, beim Namen der Anwendung) kann erkannt werden, ob es bereits gestartet ist und ob ein oder mehrere Fenster geöffnet sind. Neben den fix angehefteten (bzw. angedockten) Anwendungen werden weitere gestartete Anwendungen dargestellt.